# Alfons de Requesens i Fenollet
Alfons de Requesens i Fenollet (Cervera, ca. 1570-Saragossa, 8 d'abril de 1639) va ser un religiós català, bisbe de Barbastre (1625-1639) i electe com a bisbe de Vic el 1639, sense arribar a prendre possessió.
Nascut a Cervera vers 1570. Va ser frare franciscà, un dels més destacats segons Sainz de Baranda. Va ser lector d'Arts i Teologia i va assolir els primers càrrecs de la província. El 1621 era bisbe de Rosan, seu titular de Dalmàcia, i bisbe auxiliar de Toledo.
Va ser bisbe de Barbastre entre 1625 i 1639. Poc després de la seva arribada, va hostatjar al rei Felip IV de Castella, que celebrava corts a Barbastre, al Palau Episcopal. El 1626 va reunir sínode diocesà i manà imprimir les seves constitucions, juntament amb les dels seus antecessors. Molt devot de la Mare de Déu del Pueyo, va fer gravar la seva aparició al seu escut d'armes i va finançar personalment la construcció de la capella major del santuari. També va consagrar la primera pedra el convent de la Mercè de Barbastre el 18 de juny de 1632.
Fou preconitzat al bisbat de Vic, però va morir el 8 d'abril de 1639 a Saragossa mentre es dirigia al seu nou destí. Va ser enterrat en aquesta ciutat, a la basílica del Pilar.